# Frutta e verdura
Frutta e verdura es el decimoctavo álbum de estudio de la cantante italiana Mina, lanzado en LP en octubre de 1973 por el sello discográfico propiedad de la cantante PDU y distribuido por la discográfica EMI. Álbum de temas inéditos, anticipado por el sencillo E poi.../Non tornare più y el tema Domenica sera.

## Lista de canciones
| N.º | Título                                 | Duración |  |
| 1.  | «Fa' qualcosa»                         | 3:58     |  |
| 2.  | «Non tornare più»                      | 4:42     |  |
| 3.  | «Devo tornare a casa mia»              | 3:50     |  |
| 4.  | «Domenica sera»                        | 3:20     |  |
| 5.  | «La vigilia di Natale»                 | 3:38     |  |
| 6.  | «Questo si, questo no»                 | 4:20     |  |
| 7.  | «E poi...»                             | 3:40     |  |
| 8.  | «Dichiarazione d'amore»                | 3:00     |  |
| 9.  | «La pioggia di marzo (Aguas de março)» | 4:47     |  |
| 10. | «Tentiamo ancora»                      | 3:35     |  |

- Datos: Q3753809